# Genioliparis
Genioliparis és un gènere de peixos pertanyent a la família dels lipàrids.

## Taxonomia
- Genioliparis ferox (Stein, 1978)[4]
- Genioliparis kafanovi (Balushkin & Voskoboinikova, 2008)[5]
- Genioliparis lindbergi (Andriàixev & Neyelov, 1976)[6][7][8][9][10][11]